# Bugatti Type 46
Pour les articles homonymes, voir Bugatti (homonymie), 46 et Royale.
 (avril 2023).
Si vous disposez d'ouvrages ou d'articles de référence ou si vous connaissez des sites web de qualité traitant du thème abordé ici, merci de compléter l'article en donnant les références utiles à sa vérifiabilité et en les liant à la section « Notes et références ».
La Bugatti Type 46 ou Petite Royale est une voiture de sport du constructeur automobile Bugatti, conçues par Ettore Bugatti et Jean Bugatti (père & fils), présentée au salon de l'automobile de Paris 1929, et produite à 462 exemplaires jusqu'en 1936.

## Histoire
Avec l'échec commercial des Bugatti Type 41 de 1926 (Bugatti Royale à moteur 8 cylindres en ligne ACT 24 soupapes de 12,7 L de cylindrée de 300 ch) Ettore Bugatti et son fils héritier Jean Bugatti créent cette « Petite Royale » de 5,3 litres de cylindrée de 140 ch, pour allier le confort et le luxe d'une berline spacieuse et les performances des voitures de sport les plus performantes de l'époque. Ce modèle emblématique d'élite de la marque est vendu avec succès à près de 462 exemplaires,,,.

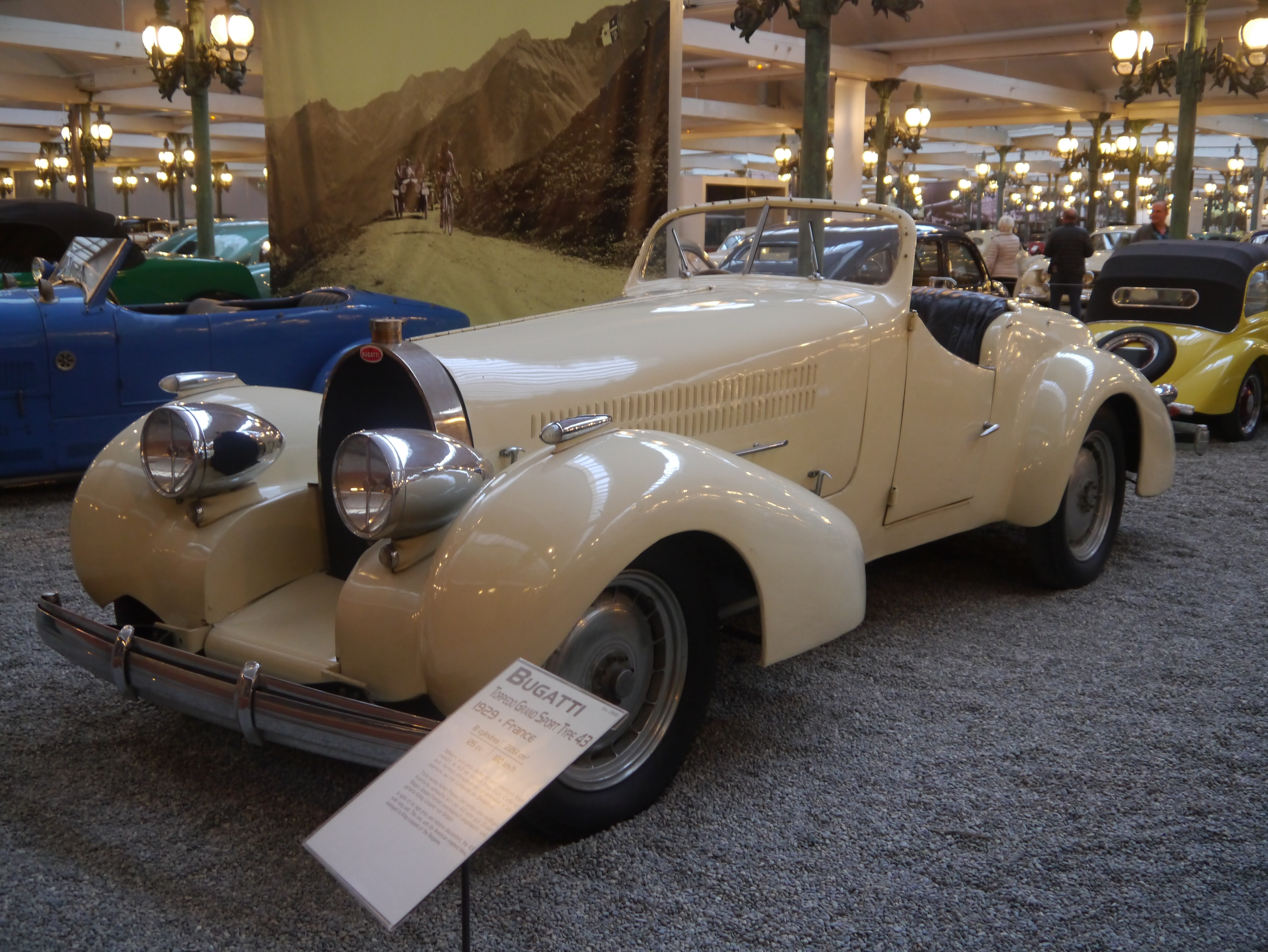
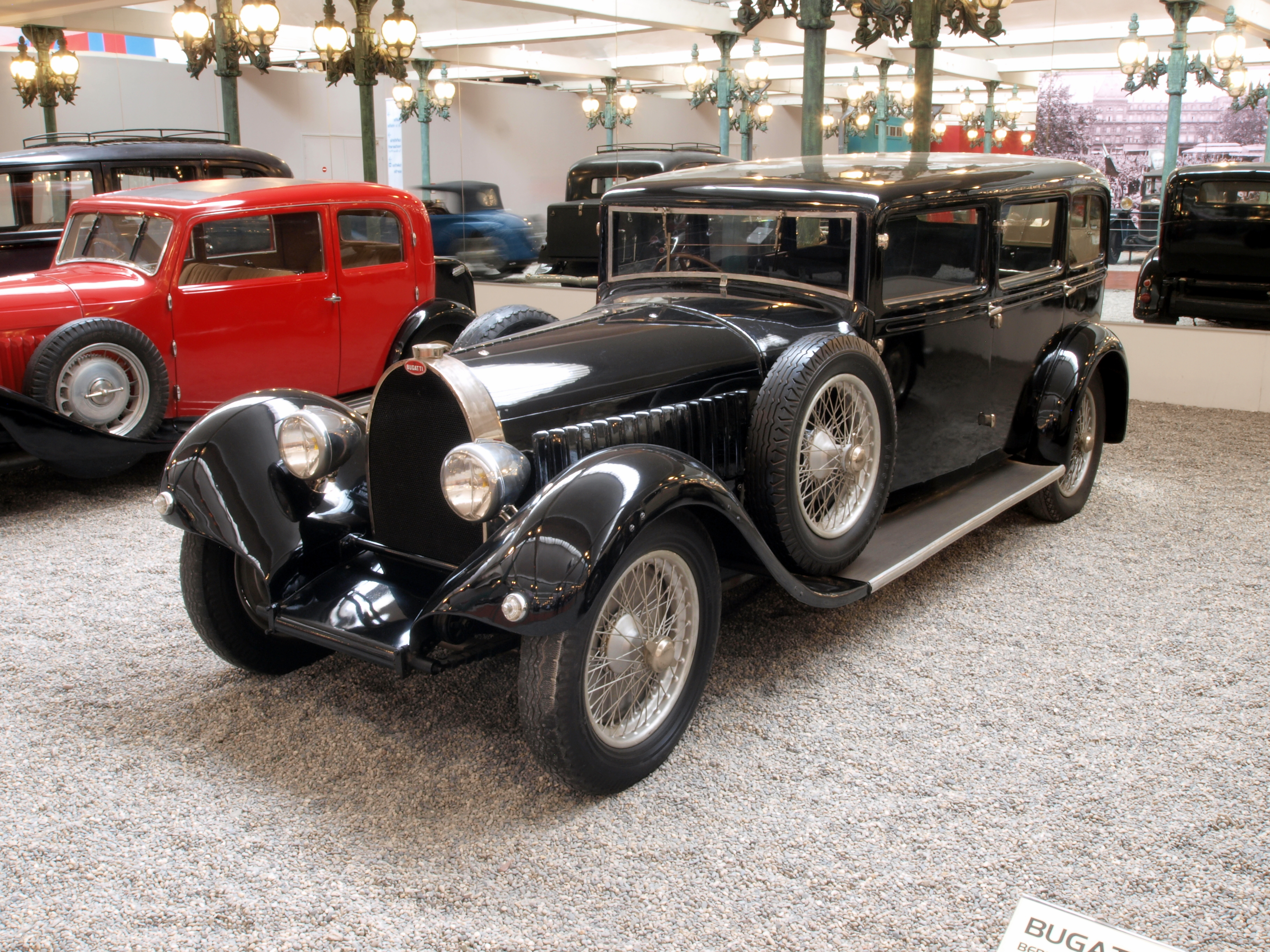
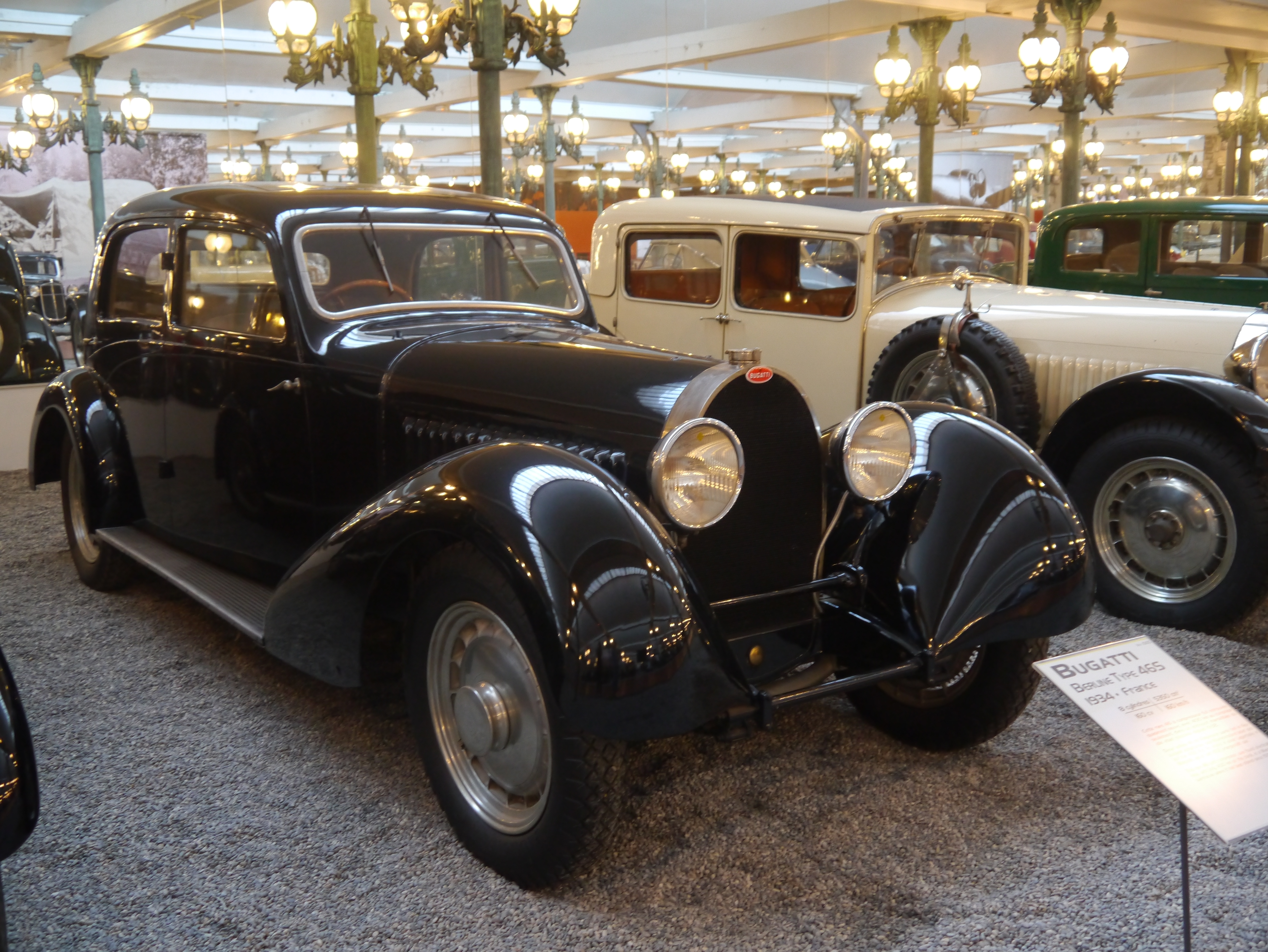

Une version suralimentée Type 46S est commercialisée à 18 exemplaires de 1930 à 1936, avec un compresseur Roots et un double carburateur Zénith, pour 160 ch et 152 km/h de vitesse de pointe. 

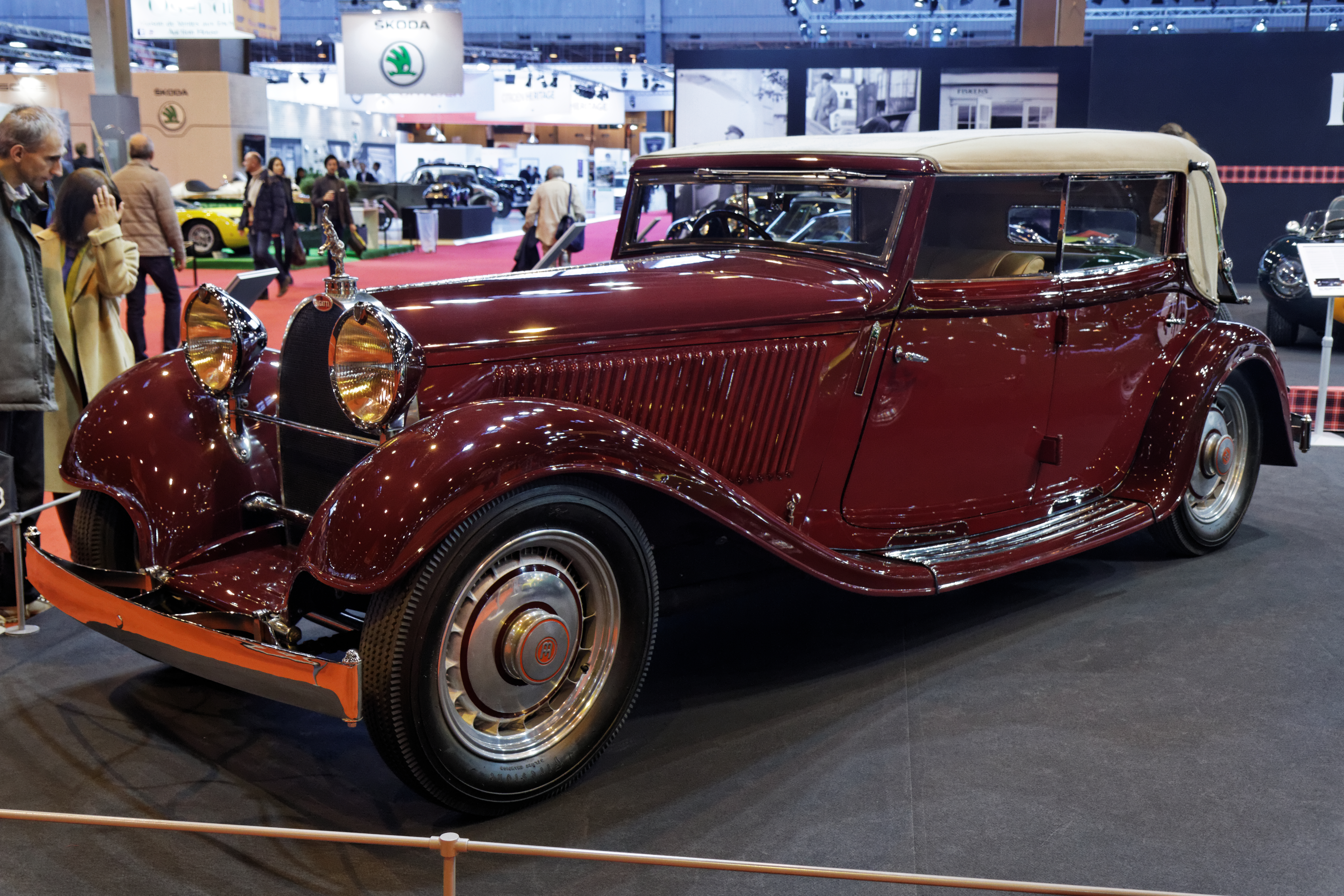
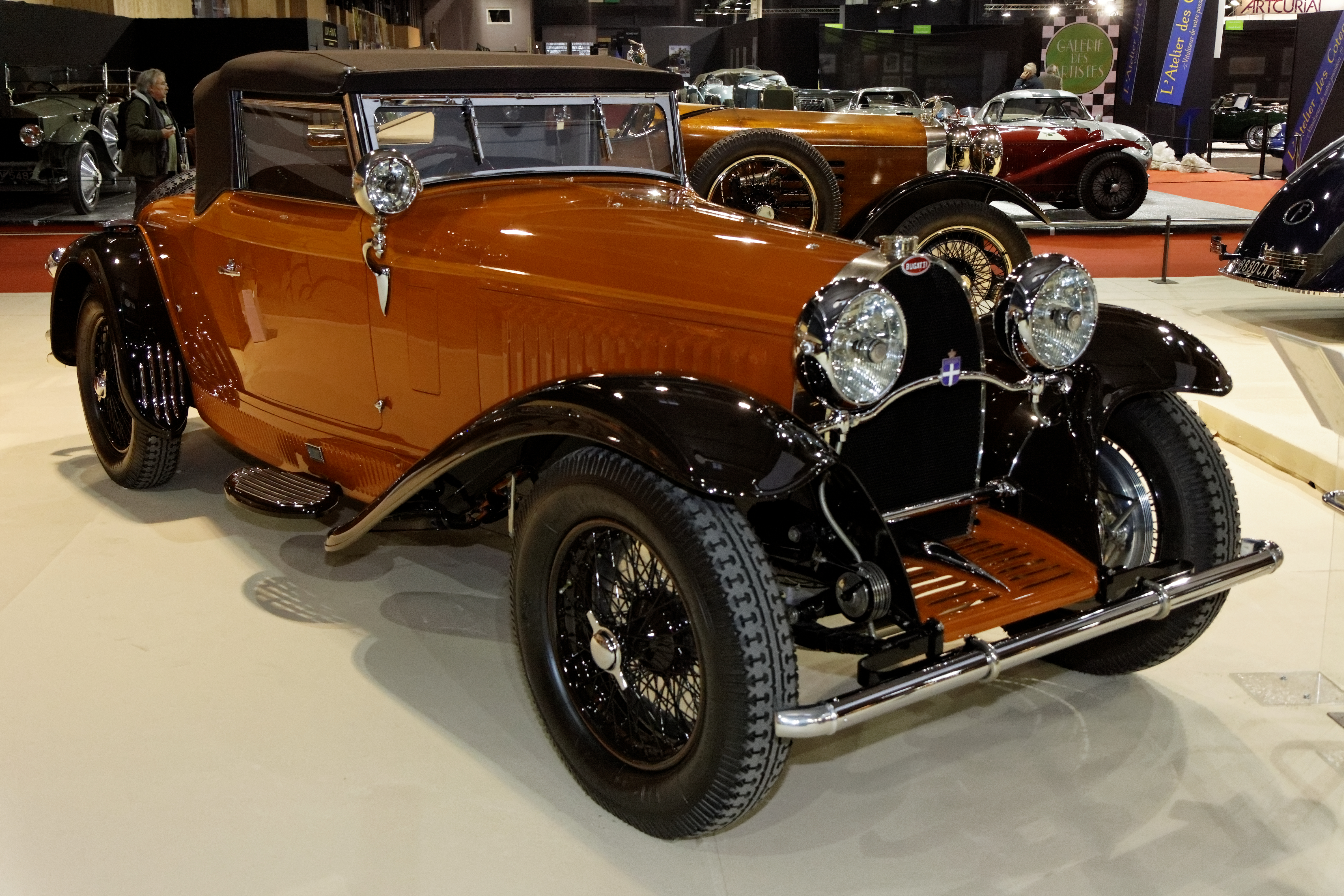
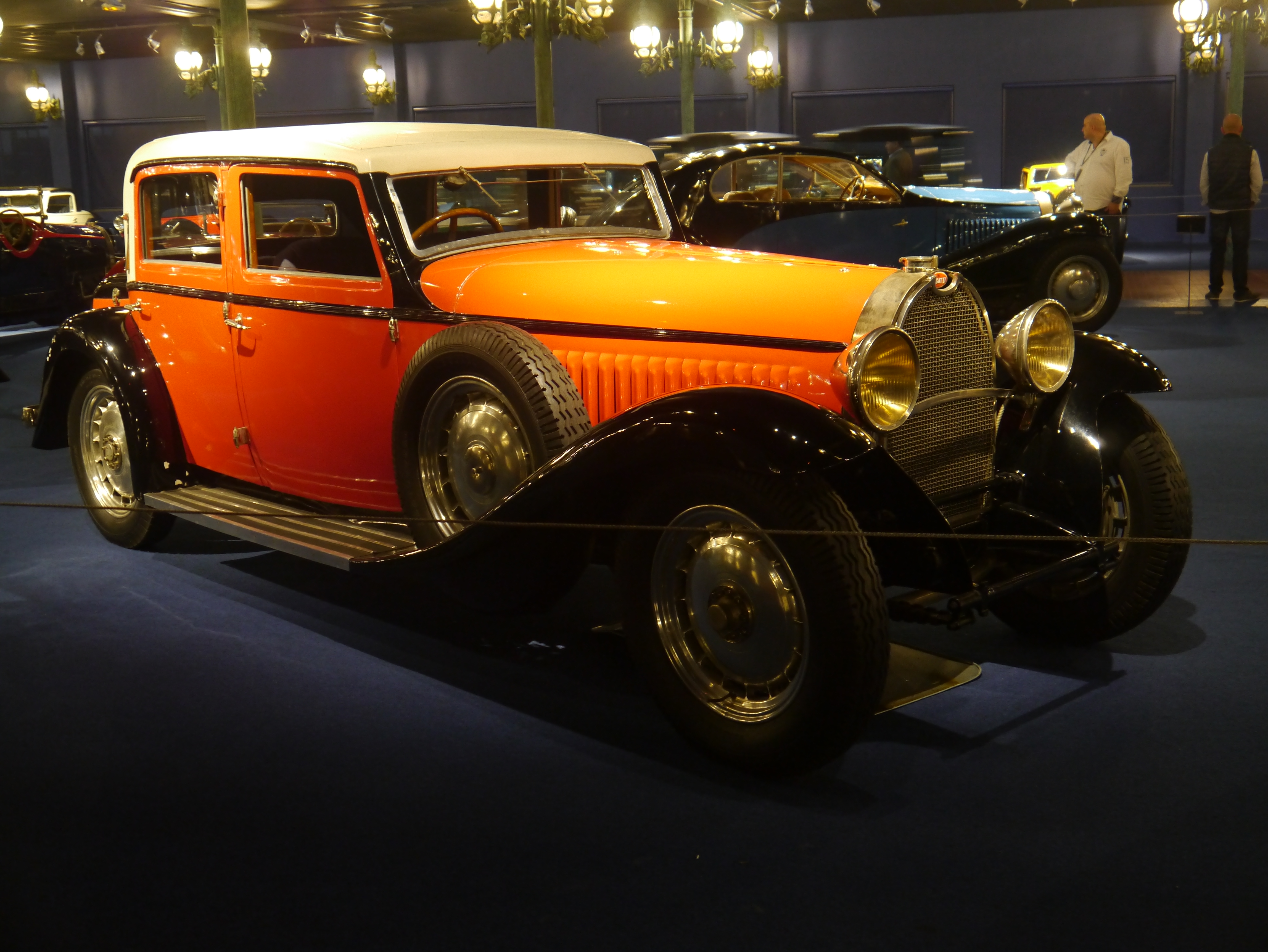

Variante des Bugatti Type 44 de 1927 (3,2 L de 105 ch) ce modèle d'élite de la marque est carrossé par de multiples formes de carrosseries Bugatti (roadster, coach, berline, limousine) dont certaines dessinées par Jean Bugatti, ou par des carrosseries de carrossiers indépendants, dont Vanvooren, Figoni & Falaschi, Gangloff, Grümmer, Million-Guiet, De Villars, ou Freestone and Webb (en)...
Cette « Petite Royale » est commercialisée par Bugatti avec des Bugatti Type 35 Grand Prix (de 140 ch), Bugatti Type 40 (4 cylindres), Bugatti Type 43 (2,2 L de 120 ch), Bugatti Type 44 (2,9 et 3,3 L de 105 ch), et Bugatti Type 41 (Bugatti Royale limousine sport de 12,7 L de 300 ch).
Les Bugatti Type 50, 55, et 57 lui succède à partir de 1931.